# Ilusão de Poggendorff

Uma linha reta preta e vermelha é obscurecida por um retângulo cinza. A linha azul, em vez da linha vermelha, parece ser uma continuação da linha preta, o que claramente não é o caso na segunda imagem. Em vez disso, há um aparente deslocamento da posição da parte inferior da linha.

A Ilusão de Poggendorff é uma ilusão ótica geométrica que envolve a percepção equivocada da posição de um segmento de uma linha transversal que foi interrompida pelo contorno de uma estrutura intermediária. Ela recebe o nome de Johann Christian Poggendorff, editor da revista Annalen der Physik, que a descobriu nas figuras enviadas por Johann Karl Friedrich Zöllner ao relatar pela primeira vez o que hoje é conhecido como a Ilusão de Zöllner, em 1860. A magnitude da ilusão depende das propriedades do padrão de obstrução e da natureza de suas bordas.
Numerosos estudos detalhados da ilusão, incluindo a "amputação" de vários componentes, apontam para sua principal causa: ângulos agudos na figura são percebidos pelos observadores como ampliados, embora a ilusão diminua ou desapareça quando a linha transversal é horizontal ou vertical. Outros fatores também estão envolvidos.